# جيف جونسون (سياسي أمريكي)
جيف جونسون (بالإنجليزية: Jeff Johnson)‏ هو محامي وسياسي أمريكي، ولد في 11 نوفمبر 1966. حزبياً، نشط في الحزب الجمهوري لمينيسوتا ‏. وقد انتخب عضو مجلس نواب مينيسوتا.